# La Chute de l'empire américain
Ne doit pas être confondu avec Le Déclin de l'empire américain.
Pour plus de détails, voir Fiche technique et Distribution.
La Chute de l'empire américain est un thriller québécois écrit et réalisé par Denys Arcand, sorti en 2018. L'histoire tourne autour de Pierre-Paul Daoust, un chauffeur-livreur qui se retrouve à l'arrière d'une boutique où des voleurs s'entretuent. Il en profite pour s'emparer de deux sacs remplis d'argent. Le film s'inscrit dans une thématique similaire à deux autres réalisations, sans lien réel, de Denys Arcand : Les Invasions barbares (2003) et Le Déclin de l'empire américain (1986).

## Synopsis
Dans un restaurant à Montréal, Pierre-Paul Daoust échange avec Linda, sa petite amie depuis un an et demi. Il tente de lui expliquer l'échec de leur couple par des raisons philosophiques (il est titulaire d'un doctorat en philosophie et à haut-potentiel intellectuel) dont la compréhension échappe à Linda. Comme Pierre-Paul, elle est socialement inapte, mais comprend toutefois que leur relation est terminée.
Plus tard, deux membres de gang effectuent un vol à main armée dans une blanchisserie industrielle servant de coffre-fort au crime organisé montréalais. Un troisième homme, armé lui aussi, arrive sur les lieux et tire sur l'un des voleurs, ce qui déclenche un affrontement sanglant où un voleur et le troisième homme trouvent la mort. L'autre voleur, blessé, s'enfuit en abandonnant deux sacs remplis de millions de dollars en argent liquide. Entre-temps, Pierre-Paul, qui exerce le métier de chauffeur-livreur, arrive sur les lieux pour une livraison de routine. Ne voyant personne à proximité, il s'empare des deux sacs et les cache dans son camion. Interrogé par les enquêteurs Pete LaBauve et Carla McDuff, Pierre-Paul explique être arrivé sur les lieux pour sa livraison et n'avoir rien vu avant l'arrivée des policiers.   
Il se rend ensuite chez lui, où il cache les deux sacs tout en prenant quelques milliers de dollars pour un usage personnel. Ignorant comment gérer l'argent volé, Pierre-Paul approche Sylvain Bigras, un ex-truand récemment sorti de prison et spécialiste de blanchiment d'argent. Celui-ci conditionne sa collaboration à la connaissance du montant en jeu, ce que Pierre-Paul est incapable de déterminer. 
Parcourant des sites d'escort girls, Pierre-Paul tombe en admiration devant une prostituée de luxe se faisant appeler Aspasie, qui cite notamment Racine sur son site personnel. Quelques heures plus tard chez lui, elle l'étudie tout en l'excitant sexuellement. Dérangés dans leurs jeux par les enquêteurs LaBauve et McDuff, Pierre-Paul nie avoir pris l'argent. LaBauve doit arrêter son interrogatoire du fait d'un appel urgent, promettant de revenir à la charge. 
Entre-temps, Jacmel Rosabert, le second voleur, capturé par un gang, est questionné, battu et torturé pour connaître l'endroit où se trouve l'argent. Amené plus tard à l'hôpital, les deux enquêteurs le questionnent à leur tour. Il révèle seulement qu'il a commis le braquage sur l'ordre du chef de gang qui contrôle la blanchisserie. Les policiers apprennent que ce chef se croit insuffisamment payé pour ses services. Les deux enquêteurs font aussi surveiller Pierre-Paul dans le but de retrouver l'argent volé.
Pierre-Paul et Aspasie commencent une relation plus intime, toujours sous surveillance policière. Pierre-Paul révèle le vol à Aspasie, révélant l'endroit où il a caché l'argent. Croyant que Sylvain a volé l'argent, les deux se rendent à une consigne, dont le contenu a été vidé. Des policiers arrivent et découvrent à leur tour la consigne vide. Questionné, Pierre-Paul explique qu'un mendiant a emporté les deux sacs, alors qu'Aspasie explique qu'elle veut ranger des vêtements dans la consigne. Pierre-Paul et Aspasie (dont le prénom Camille est révélé) vont chez Sylvain, qui explique avoir déplacé l'argent pour éviter qu'il ne soit saisi par les policiers. Il montre les deux sacs, puis présente sa fille de dix ans. 
Avec l'appui de Linda, ils décident de recourir aux services d'un spécialiste chevronné et fortuné (il possède un tableau de Manet) de l'évasion fiscale, Maître Taschereau, avec lequel Aspasie a par le passé tissé des liens. Il accepte de les aider et leur propose un montage financier impliquant le recours à des circuits financiers internationaux compliqués à dessein. Malgré la surveillance policière, Camille, Pierre-Paul, Sylvain et Linda, échangent leur argent liquide avec des fraudeurs désireux de rapatrier leurs avoirs au Canada, évitant ainsi des mouvements d'argents traversant les frontières canadiennes.
Ayant créé une fondation caritative leur assurant de confortables salaires et défraiements, les comparses viennent en aide aux SDF et itinérants de Montréal. Échappant aux autorités policières comme aux groupes criminels, ils trouvent chacun une stabilité : réintégration dans la société, stabilité financière, place dans la société et relation de couple...

## Fiche technique
Source : IMDb et Films du Québec
- Titre original : La Chute de l'empire américain
- Titre provisoire : Le Triomphe de l'argent
- Titre international : The Fall of the American Empire
- Réalisation et scénario : Denys Arcand
- Assistante-réalisatrice : Anne Sirois
- Musique : Mathieu Lussier, Louis Dufort
- Direction artistique : Patrice Bengle
- Décors : Michèle Forest
- Costumes : Sophie Lefebvre (en)
- Maquillage : Jeanne Lafond
- Coiffure : Chantal Bergeron
- Photographie : Van Royko
- Son : Martin Desmarais, Marie-Claude Gagné, Louis Gignac
- Montage : Arthur Tarnowski
- Distribution des rôles : Lucie Robitaille
- Production : Denise Robert
- Société de production : Cinémaginaire
- Sociétés de distribution : Les Films Séville, Jour2fête (France)
- Budget : 6,9 millions $ CA
- Pays de production :  Canada
- Tournage : du 5 septembre au 8 novembre 2017 à Montréal et ses environs
- Langue originale : français
- Genre : comédie dramatique, thriller
- Durée : 128 minutes
- Dates de sortie :
  - Canada : 19 juin 2018 (première au Théâtre Maisonneuve de la Place des Arts de Montréal)[3]
  - Canada : 28 juin 2018 (sortie en salle au Québec)
  - Belgique : 30 septembre 2018 (Festival international du film francophone de Namur)
  - France : 16 janvier 2019 (Festival Cinéma Télérama)
  - France : 20 février 2019 (sortie nationale)
  - Canada : 5 novembre 2019 (VSD) et Blu-ray)
- Classification :
  - Québec : 13 ans et plus[4]

## Distribution
- Alexandre Landry : Pierre-Paul Daoust, 36 ans, docteur en philosophie et chauffeur livreur à Montréal
- Maripier Morin : Camille Lafontaine, dite Aspasie, escorte
- Rémy Girard : Sylvain « The Brain » Bigras, ex-motard récemment sorti de prison
- Louis Morissette : Pete LaBauve, sergent de police, coéquipier de Carla McDuff
- Maxim Roy : Carla McDuff, enquêtrice de police qui enquête avec Pete LaBauve sur le hold-up sanglant
- Pierre Curzi : Me Wilbrod Taschereau, avocat spécialiste de l'évasion fiscale
- Vincent Leclerc : Jean-Claude, ami itinérant de Pierre-Paul
- Patrick Emmanuel Abellard : Jacmel Rosalbert, jeune gangster, survivant du hold-up sanglant
- Florence Longpré : Linda Demers, secrétaire dans une banque, ex petite amie de Pierre-Paul
- Eddy King : Vladimir François, un chef de gang
- Geneviève Schmidt : Nicole, héritière de rôtisseries
- Paul Doucet : le docteur Pierre-Yves Maranda, un radiologiste
- Denis Bouchard : Gilles Sainte-Marie, le sous-ministre des transports
- Yan England : Jimmy, policier de filature
- David Savard : Steph, policier de filature
- Rose-Marie Perreault : Natasha, "call-girl" au golf
- Alain Goulem : Sean McDowell, chef de pègre
- Catherine Paquin-Béchard : Gemma, policière de filature
- Ayana O'Shun : la mère de Jacmel Rosalbert
- Dominique Bertrand : réceptionniste Taschereau
- Sophie Thibault : lectrice de nouvelles
- Juliette Gosselin : médecin résidente
- Claude Legault : informateur
- Éric Bruneau : enquêteur Plamondon
- James Hyndman : le professeur de gestion
- Benoît Brière : Joseph, itinérant
- Gaston Lepage : Marcel, itinérant
- Laurent Paquin : Martin Ouellette, superviseur de Pierre-Paul
- François Dompierre : chef de chorale Le Parcours
- Isabelle Miquelon : juge Potashnick (mandat)
- Rémy Deloume : Mario Schlittler, le banquier suisse
- Danielle Fichaud : employée du collectif de femmes
- Denise Robert : femme présente au local du collectif de femmes
- Brandon Prust : serveur Le Parcours
- Philippe Paul : policier lors du raid à Le Parcours

## Développement
Dès 2016, Denys Arcand travaille au scénario du film. En 2017, il commence le tournage, qui porte le titre temporaire de Le Triomphe de l'argent.
De son film, Denys Arcand dit : « Il est question d’argent tout le long du film, mais ultimement, ça débouche sur la charité, sur [le fait de] donner aux autres, sur les gens qui manquent d’argent, les itinérants. Ça débouche sur plein d’autres choses. » Questionné sur son choix de prendre des acteurs noirs pour incarner des criminels, Arcand réplique qu'il a visité la prison de Bordeaux à Montréal, où il a vu « dix-neuf Noirs, quatre Arabes et un Québécois ». 
C'est lors d'une rencontre fortuite de Maripier Morin qu'Arcand a décidé de lui offrir le rôle de l'escorte de luxe. Pour l'actrice, c'est la première fois qu'elle se voit au grand écran et trouve « super bizarre » de se voir incarner quelqu'un qui n'est pas elle-même, elle qui anime des émissions de variétés.

## Accueil

### Critiques
Le point de départ du film, le vol de l'argent du crime, « permet ainsi à Arcand de faire ce qu'il prend visiblement beaucoup de plaisir à faire, et qui s'adonne à être ce qu'il sait faire de mieux : s'en prendre au système ». La critique Helen Faradji écrit qu'Arcand présente « cette idée qu’il y a encore de la bonté chez l’homme », mais qui n'existe que « chez les marginaux, les escortes et les repris de justice ». Selon Isabelle Hontebeyrie, c'est « du pur Arcand, un savant, pétillant et joyeux mélange de réflexions sur l’intelligence, l’honnêteté, la compassion, la société dans laquelle on vit et la puissance de l’amour. » Les trois acteurs principaux, Alexandre Landry, Maripier Morin et Rémy Girard, affichent « une chimie délicieuse. Les nuances sensibles du premier, la confiance tranquille de la seconde et l’aisance experte du troisième se mettent mutuellement en valeur. [...] D’une érudition tour à tour hilarante et fascinante, les dialogues se font parfois didactiques. » Selon François Lévesque, le film « s'avère un cru assez inspiré de la part de Denys Arcand qui affiche un plaisir évident de raconter et de transmettre. » Selon le chroniqueur politique Joseph Facal, « Si ce n’est pas déjà fait, courez voir le dernier film de Denys Arcand ». Le film est « un prétexte pour de grinçants portraits de groupes : les avocats véreux, les fonctionnaires corrompus, les policiers cyniques, les médecins cupides [...] ».
Le critique du Huffington Post n'a pas apprécié : l'« étoile de Denys Arcand a quelque peu pâli au cours de la dernière décennie. En fait, depuis Les invasions barbares, le réalisateur québécois fait du surplace, répétant les mêmes discours, partageant la même vision intransigeante de l'état du monde et de l'humanité par l'entremise de méthodes qui ont souvent fait leur temps. [...] [La Chute] souffre [...] des mêmes problèmes au niveau de la forme. »

### Box-office
- Québec : 1 728 341 dollars[16] ou 280 332 entrées[17]